# Fuzhai
Fuzhai (kinesiska: 傅寨, 傅寨乡) är en socken i Kina. Den ligger i provinsen Henan, i den centrala delen av landet, omkring 240 kilometer söder om provinshuvudstaden Zhengzhou. Antalet invånare är 27 153. Befolkningen består av 13 993 kvinnor och 13 160 män. Barn under 15 år utgör 24,0 %, vuxna 15-64 år 65 %, och äldre över 65 år 9,0 %.
Genomsnittlig årsnederbörd är 1 142 millimeter. Den regnigaste månaden är augusti, med i genomsnitt 255 mm nederbörd, och den torraste är januari, med 17 mm nederbörd.